# 胶珊瑚
胶珊瑚（学名：Holtermannia pinguis）是属于银耳目银耳科胶珊瑚属的一种真菌，群生、丛生于阔叶林中的阔叶树朽木上。该种分布于中国、印度尼西亚。